# Abaújkéri Aranyos-völgy természetvédelmi terület
Az Abaújkéri Aranyos-völgy természetvédelmi terület a Zempléni-hegység előhegyei között nyíló és a Hernád völgyébe csatlakozó Aranyos-völgyben elhelyezkedő, az Aggteleki Nemzeti Park kezelésében lévő, nagyon változatos tájképű védett terület. A területen váltakoznak a hagyományos művelésű szőlők és gyümölcsösök, gyepes területek, bokorerdők, tölgyesek. A terület a növénytársulásokat illetően nagy változatosságot mutat. A gyepes területek mellett váltakoznak a jellegzetes bokorerdők, a pusztafüves sztyepprétek, és a zárt sziklagyepek. A terület növényzete hasonlóan a Hegyalja más területeihez vegyesen tartalmaz pannóniai, mediterrán és kontinentális elemeket. Védett növényfajai: magyar nőszirom, leánykökörcsin, tavaszi hérics, nagy pacsirtafű, nagyezerjófű, agárkosbor és számos árvalányhaj faj. A természetvédelmi terület geológiai szempontból is figyelemre méltó. A felhagyott kőbányák és andezitkibúvások változatos ásványtani értéket rejtenek. Zoológiai szempontból legjelentősebb a területen élő ragadozómadár állomány: darázsölyv, kígyászölyv, békászó sas, parlagi sas, uhu.